# Sosenkowo
Sosenkowo – wieś sołecka w Polsce położona w województwie mazowieckim, w powiecie płońskim, w gminie Naruszewo.
W skład sołectwa Sosenkowo wschodzi także osada Sosenkowo-Osiedle.
W latach 1975–1998 miejscowość administracyjnie należała do województwa ciechanowskiego.